# Kandanur
Kandanur è una suddivisione dell'India, classificata come town panchayat, di 6.454 abitanti, situata nel distretto di Sivaganga, nello stato federato del Tamil Nadu. In base al numero di abitanti la città rientra nella classe V (da 5.000 a 9.999 persone).

## Geografia fisica
La città è situata a 10° 06' 58 N e 78° 49' 22 E.

## Società

### Evoluzione demografica
Al censimento del 2001 la popolazione di Kandanur assommava a 6.454 persone, delle quali 3.145 maschi e 3.309 femmine. I bambini di età inferiore o uguale ai sei anni assommavano a 787, dei quali 405 maschi e 382 femmine. Infine, coloro che erano in grado di saper almeno leggere e scrivere erano 4.478, dei quali 2.400 maschi e 2.078 femmine.